# (88611) Таронхайавагон
88611 Таронхайава́гон (88611 Teharonhiawako) — крупный классический объект пояса Койпера. Имеет неправильную форму. Размеры оцениваются в 152—192 км.
Таронхайавагон открыт 20 августа 2001 года в обсерватории Серро-Тололо в рамках проекта «Deep Ecliptic Survey». Название было предложено Р. Дж. Бенеччи и С. Д. Керном и утверждено в 2007 году.
Таронхайавагон в мифологии ирокезов — демиург и покровитель охоты. Его имя переводится как «тот, кто поддерживает небесный свод».

## Спутник
В ночь с 11 на 12 октября 2001 года в обсерватории Лас-Кампанас Д. Осип и С. Бурль открыли у Таронхайавагона спутник, названный Тавискарон (88611 Teharonhiawako I Sawiskera). Тавискерон обращается на расстоянии 27,3 тыс. км от основного тела. Его диаметр равен 122 км, то есть составляет примерно 2/3 размера основного тела.